# Divani
Divani, även Diwani, var den regionala skatteuppbörden i mogulriket i Indien. Divan var den befattningshavare som likt en feodalherre innehade en divani, som kunde ha en storlek motsvarande en eller flera av Indiens nuvarande delstater. En divani indelades i flera parganas, som i sin tur indelades i mouzas.
Den juridiska metod varmed Brittiska Ostindiska Kompaniet lade sig till med Bengalen, Orissa och Bihar på 1700-talet var att övertala stormogulen att bevilja bolaget divani för de tre områdena.